# Лу-Гула
Лу-Гула — правитель (енсі) шумерської держави Лагаш. Його правління припадало на кінець XXII століття до н. е.